# Lars van der Haar
Lars van der Haar (Amersfoort, 23 luglio 1991) è un ciclocrossista e ciclista su strada olandese che corre per il team Baloise Trek Lions. Specialista del ciclocross, dopo aver vinto tutto nella categoria Under-23, tra gli Elite si è aggiudicato una Coppa del mondo, quattro medaglie ai campionati del mondo (due argenti e due bronzi), due titoli europei e tre titoli nazionali.

## Palmarès

### Ciclocross
- 2007-2008 (Juniores)

Superprestige Hamme-Zogge, Juniores
- 2008-2009 (Juniores)

GP Neerpelt Wisseltrofee Eric Vanderaerden, Juniores
Internationale Nissan Super Prestige Cyclocross Gieten, Juniores
Campionati olandesi, Prova Juniores
- 2010-2011 (Rabobank-Giant Offroad Team, undici vittorie Under-23)

Cyclocross Zonhoven Under-23 (Zonhoven, 2ª prova Superprestige U23)
Campionati europei, gara Under-23
Cyclocross Gieten Under-23 (Gieten, 5ª prova Superprestige U23)
Grote Prijs Rouwmoer Under-23 (Essen, 4ª prova Gazet van Antwerpen Trofee U23)
Cyclocross Diegem Under-23 (Diegem, 6ª prova Superprestige U23)
Campionati olandesi, gara Under-23
Campionati del mondo, gara Under-23
Cauberg Cyclocross Under-23 (Valkenburg)
Internationale Sluitingsprijs Under-23 (Oostmalle, 8ª prova Gazet van Antwerpen Trofee U23)
- 2011-2012 (Rabobank-Giant Offroad Team, sedici vittorie Under-23/tre vittorie Elite)

CrossVegas (Las Vegas)
Openingsveldrit van Harderwijk (Harderwijk)
Cyklokros Tábor Under-23 (Tábor, 1ª prova Coppa del mondo U23)
Koppenbergcross Under-23 (Oudenaarde, 1ª prova Gazet van Antwerpen Trofee U23)
Campionati europei, gara Under-23
Grote Prijs van Hasselt Under-23 (Hasselt, 3ª prova Gazet van Antwerpen Trofee U23)
Cyclocross Gavere Under-23 (Gavere, 4ª prova Superprestige U23)
Cyclocross Gieten Under-23 (Gieten, 5ª prova Superprestige U23)
Cyclocross Diegem Under-23 (Diegem, 6ª prova Superprestige U23)
Grote Prijs Groenendaal (Sint-Michielsgestel)
Grote Prijs Sven Nys Under-23 (Baal, 6ª prova Gazet van Antwerpen Trofee U23)
Campionati olandesi, gara Under-23
Cyclo-cross de Liévin Under-23 (Liévin, 3ª prova Coppa del mondo U23)
Grote Prijs Adrie van der Poel Under-23 (Hoogerheide, 4ª prova Coppa del mondo U23)
Campionati del mondo, gara Under-23
Cauberg Cyclocross Under-23 (Valkenburg)
- 2012-2013 (Rabobank Continental Team, due vittorie)

Campionati olandesi, gara Elite
Cyclocross Rucphen (Rucphen)
- 2013-2014 (Rabobank Development Team, sei vittorie)

Crossquer (Dielsdorf)
Cauberg Cyclocross (Valkenburg, 1ª prova Coppa del mondo)
Cyklokros Tábor (Tábor, 2ª prova Coppa del mondo)
Grote Prijs Eric De Vlaeminck (Heusden-Zolder, 5ª prova Coppa del mondo)
Centrumcross (Surhuisterveen)
Campionati olandesi, gara Elite
- 2014-2015 (Development Team Giant-Shimano/Team Giant-Alpecin, cinque vittorie)

Grote Prijs van Brabant (Rosmalen)
Cauberg Cyclocross (Valkenburg, 1ª prova Coppa del mondo)
Grote Prijs Eric De Vlaeminck (Heusden-Zolder, 5ª prova Coppa del mondo)
Centrumcross (Surhuisterveen)
Cyclocross Rucphen (Rucphen)
- 2015-2016 (Team Giant-Alpecin, quattro vittorie)

Cauberg Cyclocross (Valkenburg, 2ª prova Coppa del mondo)
Nacht van Woerden (Woerden)
Niels Albert CX (Boom)
Campionati europei, gara Elite
- 2016-2017 (Team Giant-Alpecin/Telenet Fidea Lions, tre vittorie)

Nacht van Woerden (Woerden)
Cyclocross Rucphen (Rucphen)
Grote Prijs Adrie van der Poel (Hoogerheide, 9ª prova Coppa del mondo)
- 2017-2018 (Telenet Fidea Lions, due vittorie)

Grote Prijs Mario De Clercq (Ronse, 1ª prova DVV Verzekeringen Trofee)
Nacht van Woerden (Woerden)
- 2018-2019 (Telenet Fidea Lions, tre vittorie)

Cyclocross Geraardsbergen (Geraardsbergen, 1ª prova Brico Cross)
Nacht van Woerden (Woerden)
Cyclocross Rucphen (Rucphen)
- 2019-2020 (Telenet Baloise Lions, una vittoria)

Nacht van Woerden (Woerden)
- 2021-2022 (Baloise Trek Lions, quattro vittorie)

Campionati europei, gara Elite
Cyklokros Tábor (Tábor, 6ª prova Coppa del mondo)
Campionati olandesi, gara Elite
Cyclocross Gavere (Asper-Gavere, 7ª prova Superprestige)
- 2022-2023 (Baloise Trek Lions, quattro vittorie)

Cyclo-Cross Collective Cup #1 (Waterloo)
Nacht van Woerden (Woerden)
Koppenbergcross (Oudenaarde, 1ª prova X2O Badkamers Trofee)
Campionati olandesi, gara Elite
- 2023-2024 (Baloise Trek Lions, due vittorie)

Nacht van Woerden (Woerden)
UCI World Cup Maasmechelen
- 2024-2025 (Baloise Trek Lions, tre vittorie)

Be-Mine Cross
Nacht van Woerden (Woerden)
Koppenbergcross (Oudenaarde)

#### Altri successi
- 2010-2011 (Rabobank-Giant Offroad Team)

Cyclocross Zonhoven Under-23 (Zonhoven, 2ª prova Superprestige U23
Classifica generale Coppa del mondo Under-23
Classifica generale Gazet van Antwerpen Trofee Under-23
- 2011-2012 (Rabobank-Giant Offroad Team)

Classifica generale Coppa del mondo Under-23
Classifica generale Superprestige Under-23
Classifica generale Gazet van Antwerpen Trofee Under-23
- 2013-2014 (Rabobank Development Team)

Classifica generale Coppa del mondo Elite

### Strada
- 2014 (Development Team Giant-Shimano, una vittoria)

1ª tappa Oberösterreichrundfahrt (Wels > Altheim)

#### Altri successi
- 2014 (Development Team Giant-Shimano)

Classifica a punti Oberösterreichrundfahrt
- 2018 (Telenet Fidea Lions)

Classifica a punti Oberösterreichrundfahrt

## Piazzamenti

### Classiche monumento
- Parigi-Roubaix

2016: ritirato

### Competizioni mondiali
- Campionati del mondo di ciclocross

Treviso 2008 - Juniores: 27º
Hoogerheide 2009 - Juniores: 5º
Tábor 2010 - Under-23: 10º
St. Wendel 2011 - Under-23: vincitore
Koksijde 2012 - Under-23: vincitore
Louisville 2013 - Elite: 3º
Hoogerheide 2014 - Elite: 6º
Tábor 2015 - Elite: 3º
Heusden-Zolder 2016 - Elite: 2º
Bieles 2017 - Elite: 4º
Valkenburg 2018 - Elite: 5º
Bogense 2019 - Elite: 6º
Dübendorf 2020 - Elite: 11º
Ostenda 2021 - Elite: 9º
Fayetteville 2022 - Elite: 2º
Hoogerheide 2023 - Elite: 4º
Tábor 2024 - Elite: 15º
Liévin 2025 - Elite: 9º

### Competizioni europee
- Campionati europei di ciclocross

Liévin 2008 - Juniores: 2º
Hoogstraten 2009 - Under-23: 9º
Francoforte 2010 - Under-23: vincitore
Lucca 2011 - Under-23: vincitore
Huijbergen 2015 - Elite: vincitore
Pontchâteau 2016 - Elite: 7º
Tábor 2017 - Elite: 2º
Rosmalen 2018 - Elite: 6º
Silvelle 2019 - Elite: 5º
Rosmalen 2020 - Elite: 3º
Drenthe-Col du VAM 2021 - Elite: vincitore
Namur 2022 - Elite: 2º
Pontchâteau 2023 - Elite: 3º
Pontevedra 2024 - Elite: 5º
- Campionati europei su strada

Herning 2017 - In linea Elite: 80º